# Krasňany (Bratislava)

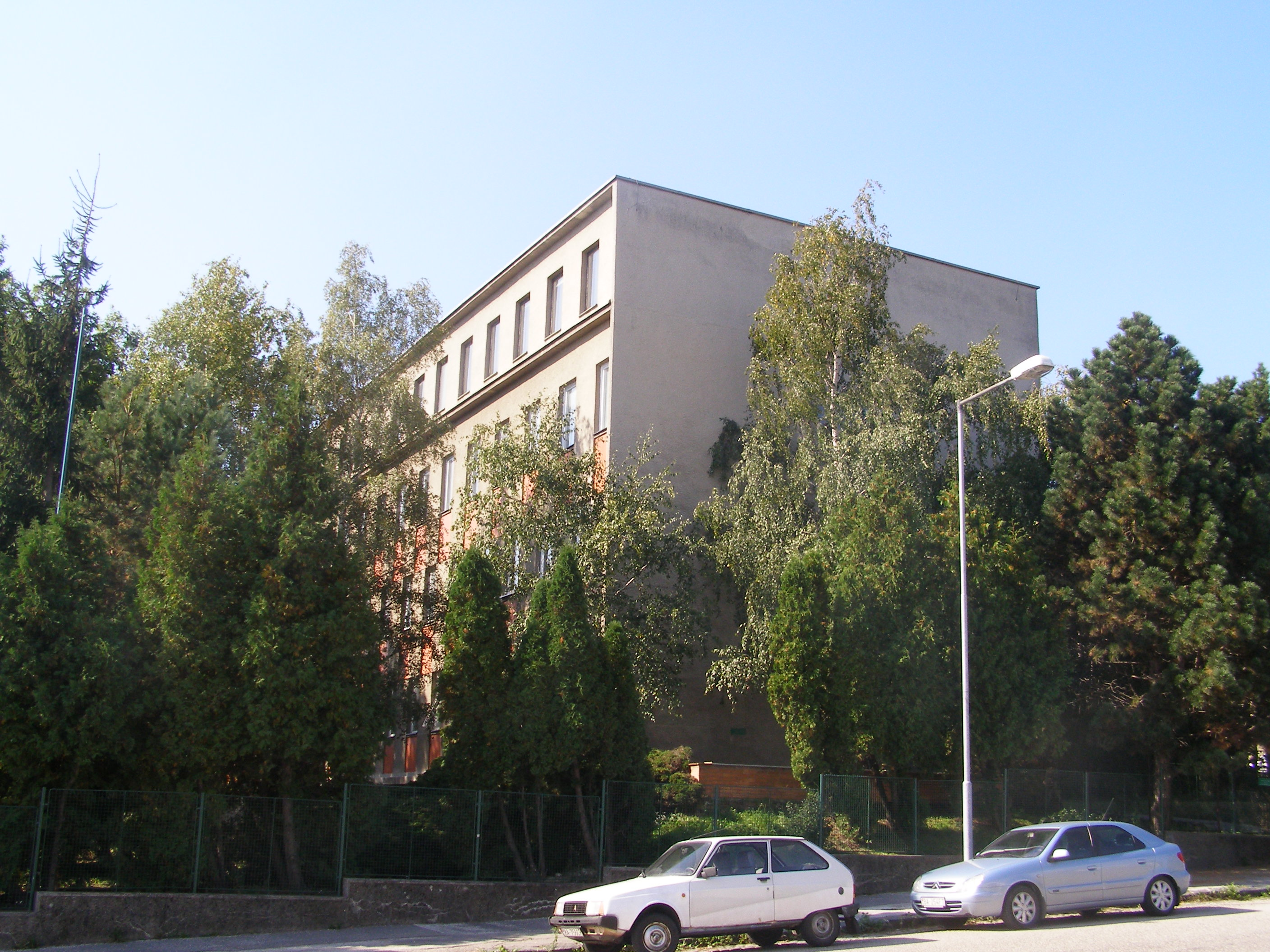
budova Bratislavských lesů

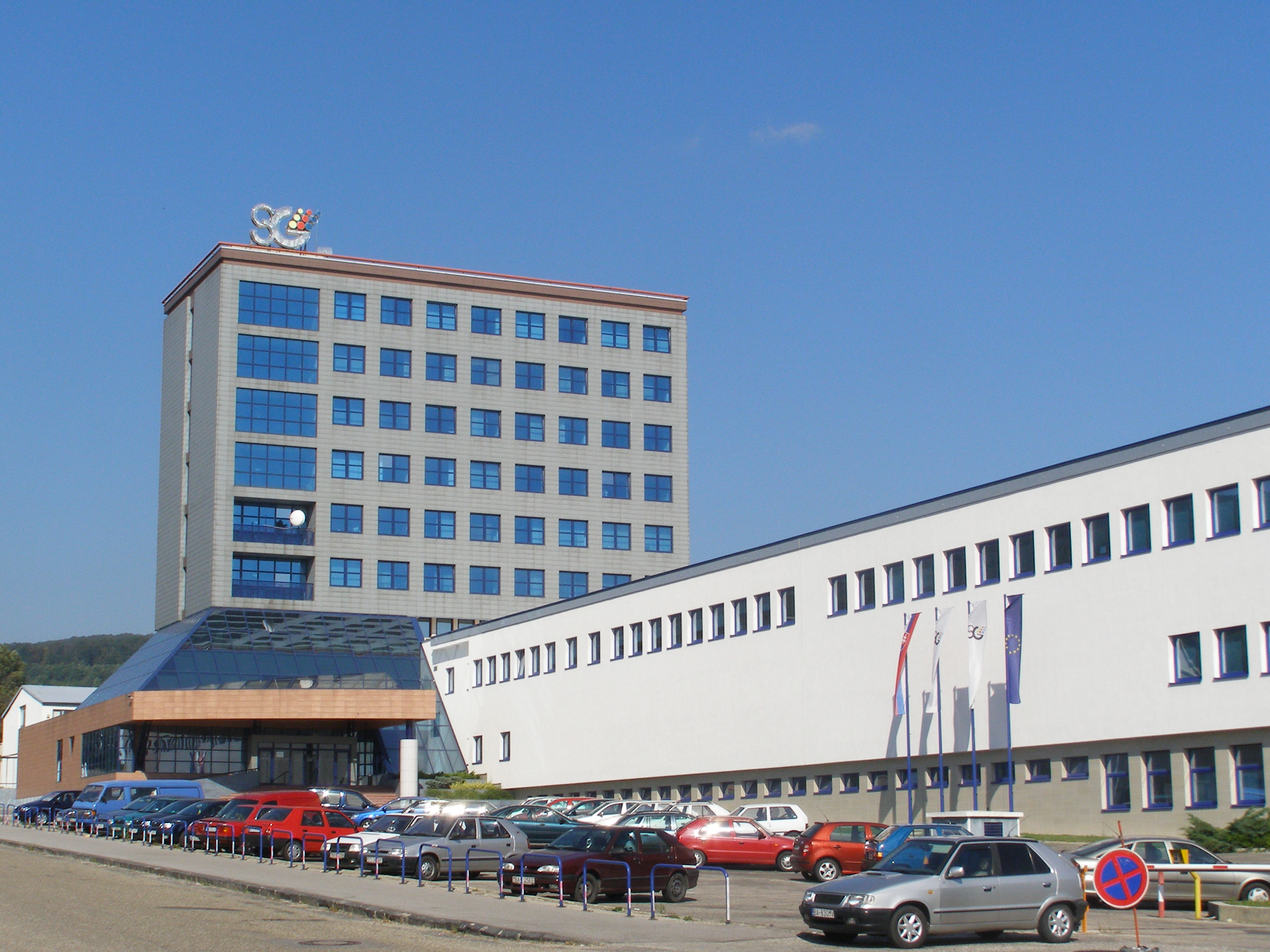
Slovenská Grafia

Krasňany jsou místní částí bratislavské městské části Rača.
Jsou zde situovány podniky Slovenská Grafia, Geodézia Bratislava a Bratislavské lesy, v jejichž budově (ještě pod názvem Západoslovenské státní lesy) pracoval v letech 1970-1985 po vynuceném odchodu z politického života Alexander Dubček.
V Krasňanech se nachází i sídliště, supermarkety Terno a Lidl, a několik vzdělávacích institucí (střední odborné učiliště spojů, Střední odborná škola polygrafická a sportovní gymnázium Hubeného).